# شهرستان والچی دل
شهرستان والچی دل (به بلغاری: Valchi Dol Municipality) یک شهرستان در بلغارستان است که در استان وارنا واقع شده‌است. شهرستان والچی دل ۴۷۲٫۵ کیلومتر مربع مساحت و ۱۱٬۰۹۳ نفر جمعیت دارد.